# Nuño González de Lara

Escudo de armas de la Casa de Lara.

Nuño González de Lara (m. Valladolid, 1296) fue un noble castellano, hijo de Juan Núñez I de Lara, señor de la Casa de Lara, y de su esposa, Teresa de Haro. 
Fue señor consorte de Alegrete, Vide y Sintra, y Alférez del rey Fernando IV de Castilla. 

## Orígenes familiares
Fue hijo de Juan Núñez I de Lara, señor de la Casa de Lara, y de su esposa, Teresa de Haro. Por parte paterna fueron sus abuelos Nuño González de Lara "el Bueno", señor de la Casa de Lara, y su esposa Teresa Alfonso. Por parte materna fueron sus abuelos Diego López III de Haro, señor de Vizcaya, y su esposa, Constanza de Bearne.
Fue hermano de Juan Núñez II de Lara, señor de la Casa de Lara, de Teresa Núñez de Lara y Haro, y de Juana Núñez de Lara, que contrajo matrimonio con Fernando de la Cerda, hijo del infante Fernando de la Cerda y nieto de Alfonso X de Castilla.
Fue tataranieto por parte materna del rey Alfonso IX de León, de quien también descendía por parte paterna.

## Biografía
Se desconoce su fecha de nacimiento. El 29 de octubre de 1288 confirmó junto a su padre y hermano un privilegio otorgado por Sancho IV de Castilla, al monasterio de San Salvador de Pinilla de Molina. Dos años después, en el mes de agosto de 1290, acompañó a su padre, Juan Núñez I de Lara, durante su estancia en la ciudad de Valencia. Su padre firmó un acuerdo en esas fechas con el rey Alfonso III el Liberal, por el que se comprometía a hacer la guerra al reino de Castilla y León, y a prestar ayuda al monarca aragonés en su lucha contra los castellanos. No obstante, en 1290 regresó junto a su padre a Castilla, donde Sancho IV de Castilla entregó a Nuño González de Lara diversas heredades en el reino, a fin de que pudiese mantener su rango y servir al monarca.
En el verano de 1293, mientras Nuño González de Lara y su hermano Juan Núñez II de Lara acompañaban al rey Sancho IV durante la entrevista que este último mantuvo en la ciudad de Logroño con Jaime II de Aragón, el padre de ambos fue apresado por el infante Juan de Castilla "el de Tarifa", hermano de Sancho IV, quien derrotó al señor de la Casa de Lara en una batalla librada en las cercanías del municipio zamorano de Peleas de Abajo. Tras recibir la noticia de que su padre había sido hecho prisionero, ambos hermanos abandonaron Logroño y, acompañados por sus tropas, se dirigieron a la Extremadura, a fin de obtener la libertad de su padre, quien fue liberado por el infante Juan tras obtener la promesa del señor de Lara de que le ayudaría a recuperar el señorío de Vizcaya, que la esposa del infante, María Díaz de Haro, reclamaba a su tío, Diego López V de Haro. Además, el señor de Lara propuso al infante Juan que el rey Dionisio I de Portugal debería rubricar el acuerdo entre ambos. Mas, a poco de ser puesto en libertad por el infante Juan, Juan Núñez I de Lara solicitó la protección del rey Dionisio I de Portugal, quien le ayudó a regresar al reino de Castilla y León.

En 1294 Sancho IV envió a Juan Núñez I de Lara a Andalucía para que defendiese la frontera de los ataques del rey Muhammad II de Granada, quien se había aliado con el rey de Marruecos. Nuño González de Lara acompañó a su padre durante la expedición y, en el transcurso de la misma, falleció su padre en la ciudad de Córdoba. Posteriormente, Nuño González de Lara regresó a Castilla junto con la comitiva que acompañaba el cadáver de su padre, que fue sepultado en el desaparecido convento de San Pablo de Burgos, de la Orden de los dominicos.

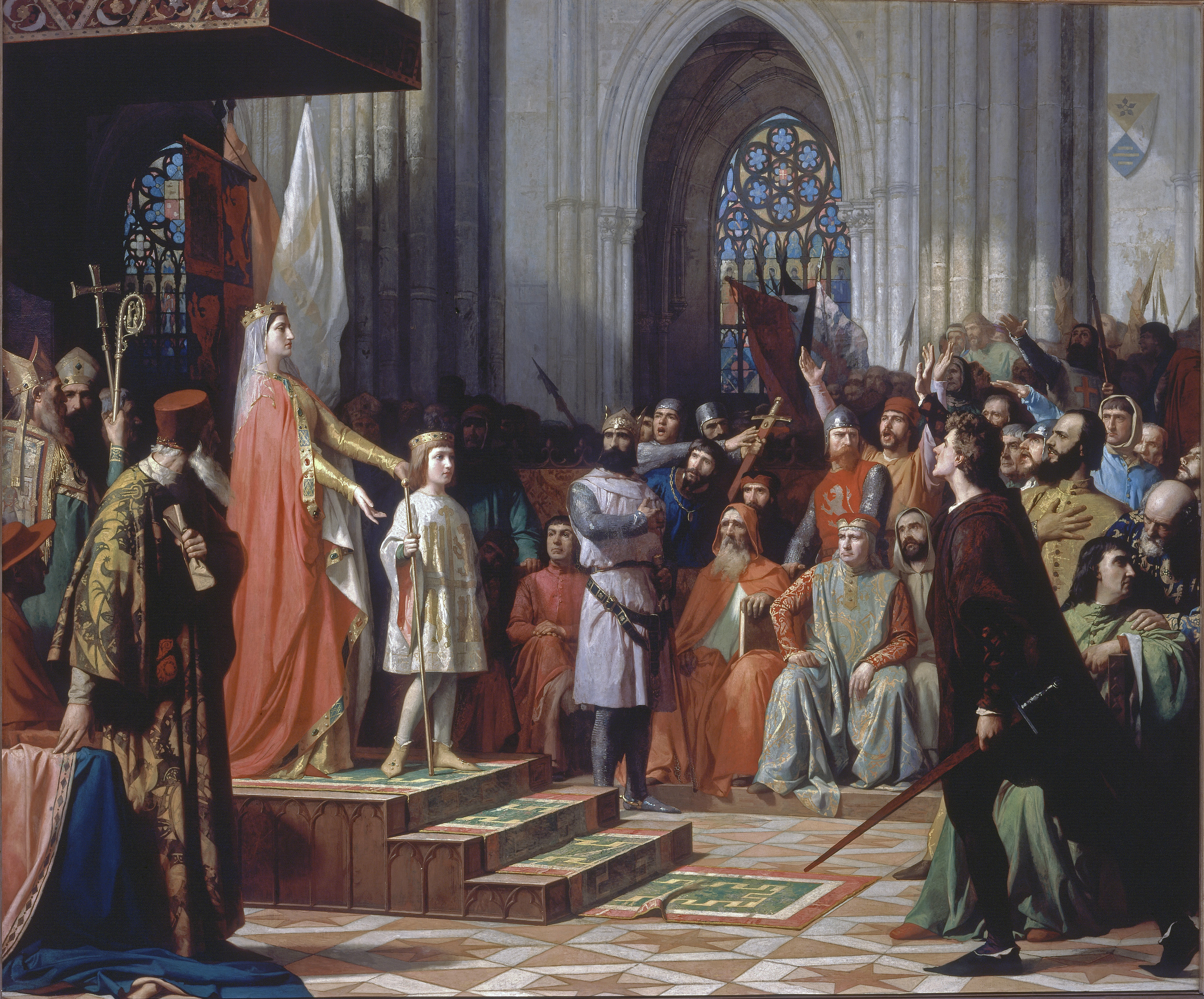
María de Molina presenta a su hijo Fernando IV en las Cortes de Valladolid de 1295. Óleo sobre lienzo de Antonio Gisbert Pérez. 1863. Congreso de los Diputados.

En abril de 1295 falleció Sancho IV en la ciudad de Toledo, siendo acompañado durante su agonía por la reina María de Molina, por el infante Enrique de Castilla "el Senador", y por Nuño González de Lara, entre otros magnates. Tras la defunción del rey Sancho IV, y la posterior subida al trono de su hijo Fernando IV, que contaba con nueve años de edad, Nuño González de Lara comenzó a desempeñar el cargo de Alférez del rey, y como tal figura en un privilegio otorgado por Fernando IV de Castilla el día 3 de agosto en la ciudad de Valladolid.
Tras la defunción del rey Sancho IV, la tutoría del rey Fernando IV, quien era menor de edad, pasó a ser desempeñada por el infante Enrique de Castilla el Senador, único hijo superviviente en esos momentos de Fernando el Santo. Sin embargo, la custodia y crianza del niño rey fueron encomendadas a su madre, la reina María de Molina, quien solicitó el apoyo de Juan Núñez II de Lara, señor de la Casa de Lara, y de su hermano Nuño González de Lara, para que ambos hermanos impidiesen que Diego López V de Haro se apoderase del señorío de Vizcaya. Sin embargo, los dos hermanos, que temían la influencia del infante Enrique, desoyeron las súplicas de la reina y se aliaron con Diego López V de Haro, quien se apoderó de todo el señorío de Vizcaya.
La reina se vio obligada entonces a aceptar los hechos consumados y a dar su aprobación a la tutoría del infante Enrique, así como a la ocupación del señorío de Vizcaya por Diego López V de Haro, consiguiendo con ello que el nuevo señor de Vizcaya y los hermanos Lara retornasen al servicio del rey Fernando IV, a cambio de hacerles entrega de gruesas sumas de dinero.
En 1296 su hermano Juan Núñez II de Lara, el infante Juan de Castilla el de Tarifa, Alfonso de la Cerda, y los reyes de Aragón y Portugal atacaron simultáneamente el reino de Castilla y León. Alfonso de la Cerda, nieto de Alfonso X el Sabio, fue proclamado rey de Castilla en el municipio de Sahagún, y el infante Juan de Castilla el de Tarifa fue coronado rey de León, de Galicia, y de Sevilla en la ciudad de León. No obstante, Nuño González de Lara permaneció leal al rey Fernando IV, al igual que el infante Enrique de Castilla el Senador y Diego López V de Haro, entre otros magnates.
Nuño González de Lara falleció en 1296 en la ciudad de Valladolid, cuando se aprestaba a combatir, por orden de la reina María de Molina, a los enemigos de Fernando IV.

## Matrimonio
Nuño González de Lara contrajo matrimonio, alrededor del año 1295, con Constanza de Portugal, hija del infante Alfonso de Portugal, hijo a su vez del rey Alfonso III de Portugal, y de Violante Manuel, hija del infante Manuel de Castilla y nieta de Fernando III el Santo.
Su esposa fue señora de Alegrete, Vide y Sintra. Ambos cónyuges fallecieron sin dejar descendencia.
| Predecesor: Alfonso Téllez de Molina | Alférez del rey 1295 – 1296 | Sucesor: Diego López V de Haro |